# Halmatettix cristinotus
Halmatettix cristinotus är en insektsart som beskrevs av Hancock, J.L. 1909. Halmatettix cristinotus ingår i släktet Halmatettix och familjen torngräshoppor. Inga underarter finns listade i Catalogue of Life.